# NGC 902
NGC 902 è una galassia a spirale barrata situata nella costellazione della Balena, a una distanza di circa 314 milioni di anni luce dalla nostra Via Lattea.

## Scoperta
La galassia è stata scoperta il 28 novembre 1885 dall'astronomo statunitense Francis Leavenworth.